# Kufah
Kufah er en irakisk by med 171.305(2018) indbyggere, der ligger omkring 170 km syd for Bagdad i provisen Najaf.

## Historie
I 637 blev området, der lå i provinsen Suristan, indtaget af sassaniderne. Byen blev kaldt i denne periode "Hira", "Aqula" eller "Suristan". Under kalif Umar ibn al-Khattabs regering blev Kufa grundlagt i 638. Byen var kort tid, 749-762, Abbasids hovedstad, men med tiden forfaldt byen mens Baghdad blev mere betydningsfuld. Byen er i dag en hellig by for shiitterne.

## Religiøs betydning
I Kufa var der en berømt skole, hvor Kufian-skriften blev udviklet.

## Monberg & Thorsen og FLSmidth i Kufah
Midt i 1970'erne byggede Monberg & Thorsen og FLSmidth en cementfabrik i Kufah. Alle byggematerialerne og madvarer blev kørt fra Danmark med lastbiler. Blandt dem var der fire, som i fem år kørte i fast rutefart mellem København og Kufah .
Byggearbejderne og montørerne var udstationeret fra Danmark, og de boede i deres egen “by” tæt ved byggepladsen.
Foruden cementfabrikken i Kufah byggede MT og FLS en kemisk fabrik i Al Qaim og havneanlægget i Basra.
- MT og FLS køretøjer i Kufah i juni 1977
- Kufa cementfabrik